# Arrondissement de Port-Maurice
L'arrondissement de Port-Maurice est une ancienne subdivision administrative française du département de Montenotte créée le 6 juin 1805, dans le cadre de la nouvelle organisation administrative mise en place par Napoléon Ier en Italie et supprimée le 11 avril 1814, après la chute de l'Empire.

## Composition
L'arrondissement de Port-Maurice comprenait les cantons de Alassio, Albenga, Borgo Maro, Diano Marina, Oneglia, Pieve, Port-Maurice et Saint Etienne.